# Hans Schmidt (bobsleigh)
Pour les articles homonymes, voir Hans Schmidt et Schmidt.
Hans Schmidt est un bobeur allemand qui a concouru dans la fin des années 1930.

## Biographie
Il gagne la médaille de Bronze des Championnats du monde de bobsleigh 1939 à Cortina d'Ampezzo avec ses compatriotes Kemser Franz, Werner Windhaus et Hanns Kilian.

## Palmarès

### Championnats monde
- : médaillé de bronze en bob à 4 aux championnats monde de 1939.